# Почтовые индексы в Грузии

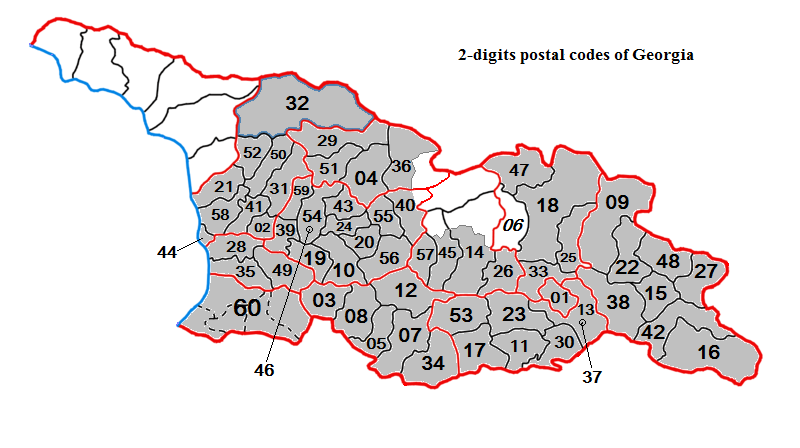
Двузначные почтовые зоны Грузии (определяются по первым двум цифрам почтового индекса)

Почтовые индексы Грузии представляют собой систему четырёхзначных цифровых кодов, находящихся в почтовом употреблении на территории Грузии.

## История
В 1970 году на всей территории СССР, включая Грузинскую ССР, были введены шестизначные почтовые индексы (NNNNNN). Первые цифры индексов, применявшихся в Грузинской ССР, были 380—384.

## Описание
В независимой Грузии применяют четырёхзначный цифровой почтовый индекс формата NNNN, первые две цифры которого определяют регион адресата. Первые цифры «01» принадлежат Тбилиси, с «02» по «59» — различным муниципалитетам Грузии и крупным городам (Кутаиси — 46, Поти — 44, Рустави — 37). Код «60» принадлежит Аджарии (независимо от её административного деления).

## Абхазия и Южная Осетия
Часть территории Грузии контролируют частично признанные государства Абхазия и Южная Осетия. На территории Абхазии новые почтовые индексы введены не были.
На территории Южной Осетии были введены индексы в соответствии с её разделом по муниципалитетам Грузии (кроме Джавского муниципалитета, для которого не был введён новый индекс). В настоящее время Южной Осетией полностью контролируются только два муниципалитета Грузии — Джавский и Ахалгорский (индекс — 06); почтовые индексы других муниципалитетов, частично контролируемых Южной Осетией, находятся в употреблении на территории, контролируемой Грузией.